# Madame X (álbum)
Madame X é o décimo quarto álbum de estúdio da cantora estadunidense Madonna, lançado em 14 de junho de 2019, através da Interscope Records. O álbum foi influenciado criativamente por sua vida de expatriada em Lisboa, Portugal, depois de se mudar para lá no verão de 2017. Madonna co-escreveu e co-produziu o álbum com vários músicos, incluindo Mirwais, Billboard, Mike Dean e Jason Evigan. Ele também conta com participações de Maluma, Quavo, Swae Lee e Anitta.
Madame X é um álbum conceitual que representa um completo afastamento musical e lírico dos lançamentos anteriores de Madonna, focando em música latina, trap, art pop e world music, ao mesmo tempo que lida com temas de orientação política, incluindo sexismo, controle de armas, liberdade de expressão, racismo e direitos dos homossexuais. O álbum foi promovido por quatro singles: "Medellín", "Crave", "I Rise" e "I Don't Search I Find", além de "Dark Ballet" e "Future", lançados como singles promocionais. Ainda como divulgação, Madonna realizou várias performances na televisão, incluindo uma performance com realidade aumentada no Billboard Music Awards de 2019. Ela também embarcou na Madame X Tour, uma turnê totalmente teatral que visitou a América do Norte e a Europa, de setembro de 2019 a março de 2020, e foi narrada no documentário de mesmo nome.
Madame X recebeu avaliações geralmente positivas dos críticos musicais. Muitos deles elogiaram seu som progressivo em comparação aos seus trabalhos anteriores, descrevendo o álbum como "bizarro" e chamando-o de seu melhor desde Confessions on a Dance Floor (2005), enquanto outros foram ambivalentes quanto à sua falta de coesão. Madame X estreou no topo da Billboard 200, tornando-se seu nono álbum número um nos Estados Unidos. Nas demais regiões, alcançou a segunda posição na Austrália, Bélgica, Itália, Suíça e Reino Unido, ao passo que atingiu o top dez em outros dez países. Ao fim de 2020, Madame X havia vendido mais de 500.000 cópias mundialmente.

## Antecedentes e desenvolvimento
Em janeiro de 2018, Madonna anunciou em seu Instagram que havia começado a trabalhar em seu décimo quarto álbum de estúdio. Quatro meses depois, em maio de 2018, Madonna se apresentou no Met Gala em Nova York. Como parte da performance de seu sucesso "Like a Prayer", ela cantou um pequeno trecho de uma nova, e ainda não lançada, canção. A canção foi referida como "Beautiful Game", com Madonna sendo posteriormente fotografada usando um chapéu com esse título; no entanto, supõe-se que os versos cantados sejam provavelmente da canção "Dark Ballet". Em julho de 2018, Madonna contribuiu com uma parte falada no videoclipe da canção "God Is a Woman", da cantora estadunidense Ariana Grande. Em outubro de 2018, Madonna participou na canção "Champagne Rosé", do primeiro álbum solo do rapper estadunidense Quavo, Quavo Huncho.

Comecei a ser convidada para as casas das pessoas e eles têm essa coisa chamada de sessões de sala de estar. Então todos se congregavam. As pessoas traziam vinho, levavam comida, sentavam-se em volta da mesa. E, de repente, os músicos se levantavam e começavam a tocar instrumentos e a cantar fado, morna e samba. Eu fiquei tipo, "Espera aí. O que está acontecendo aqui? ['] Tipo, os artistas simplesmente se levantam e se apresentam e você não é pago e eles estão fazendo isso apenas por diversão, amor e paixão?

Madonna mudou-se para Lisboa, Portugal, em 2017, em busca de uma academia de futebol para meninos para seu filho David, que queria se tornar jogador de futebol profissional. No entanto, mais tarde, ela viu sua vida tornando-se deprimente e chata, então ela decidiu conhecer artistas, pintores e músicos. Acreditando que "a música é a alma do universo", ela sentiu-se conectada às suas novas influências, então decidiu gravar um álbum baseado na sua experiência musical na cidade portuguesa, a qual ela referiu ser "um caldeirão de cultura musical", de Angola à Guiné-Bissau, à Espanha, ao Brasil, à França e à Cabo Verde".
Ao longo de sua estadia em Portugal, Madonna tem postado pequenos vídeos e imagens narrando o trabalho em seu novo álbum. O produtor francês Mirwais, que co-produziu seus álbuns Music (2000), American Life (2003) e Confessions on a Dance Floor (2005), foi confirmado como um dos produtores de Madame X. Mike Dean, que co-produziu o álbum de Madonna Rebel Heart (2015), também foi listado na produção do álbum. Em fevereiro de 2019, o cantor colombiano Maluma postou uma foto sua com Madonna em um estúdio em sua conta no Instagram. Em sua entrevista para a revista Vogue Italia, Madonna divulgou que seu álbum seria lançado em 2019. Em 14 de abril de 2019, a cantora postou uma série de teasers em forma de clipes em sua conta no Instagram, revelando que Madame X como o título do álbum.

## Título, capa, e temas
Em um teaser de um minuto, postado em sua conta no Instagram e no Youtube, Madonna se declara como "Madame X", titulo que dá nome a seu álbum. O vídeo inicia com Madonna cantando, "The thing that hurt the most was that I wasn't lost...I wasn't lost..." ("A coisa que mais machucou era que eu não estava perdida...eu não estava perdida...").
Ela então elabora que Madame X apresenta diferentes personas e características:
| “ | Madame X é uma agente secreta. Viajando ao redor do mundo. Trocando de identidades. Lutando por liberdade. Trazendo luz à lugares escuros. Ela é uma dançarina. Uma mestre. Uma chefe de estado. Uma dona de casa. Uma equestre. Uma prisioneira. Uma estudante. Uma mãe. Uma filha. Uma professora. Uma freira. Uma cantora. Uma santa. Uma prostituta. O espiã na casa do amor. Eu sou Madame X. | ” |

Madonna recebeu o apelido que se tornou o nome do álbum ainda jovem, aos 19 anos de idade, de sua professora de dança Martha Graham. Graham renomeou-a dizendo: "Vou lhe dar um novo nome: Madame X. Todos os dias você vem à escola e eu não a reconheço. Todos os dias, você muda sua identidade. Você é um mistério para mim". De acordo com Madonna, o objetivo do álbum era de "recuperar" o apelido: "Eu estava pensando em como a música foi influenciada por tantas partes do mundo. Cada vez que colaboro com alguém ou trabalho com outro artista, tenho um sentimento diferente, mas continuo a mesma. [Jeremy Scott e eu] estávamos discutindo sobre meu encontro com Martha Graham e ela reclamava que não conseguia identificar como estudante da turma dela e me senti da mesma maneira durante a gravação naquele momento".
A capa do álbum apresenta um close-up da persona Madame X, com o título gravado em seus lábios vermelhos rubi para dar a alusão de sua boca estar costurada. Mike Wass, do site Idolator, chamou-a de uma "capa já icônica" e comparou a imagem com a de Frida Kahlo. A arte foi usada na maioria dos formatos digitais e físicos do álbum, exceto na versão digital deluxe, target exclusive e box set, que contém uma foto de Madonna loira, olhando para o alto, fazendo uma referência (e possível homenagem) às operárias russas, com o título do álbum em uma fonte distorcida localizada logo abaixo de seus olhos.

## Composição
De acordo com o portal AllMusic e o jornal britânico The Telegraph, o álbum consiste em três sons principais: música latina, trap e art pop.
Madame X é o álbum mais linguisticamente diverso de Madonna, cantado em inglês, espanhol e português.

## Recepção crítica
| Críticas profissionais | Críticas profissionais |
| Pontuações agregadas   | Pontuações agregadas   |
| Fonte                  | Avaliação              |
| ---------------------- | ---------------------- |
| Metacritic             | (70/100)               |
| Avaliações da crítica  |                        |
| Fonte                  | Avaliação              |
| AllMusic               | [ 15 ]                 |
| musicOMH               | [ 17 ]                 |
| NME                    | [ 18 ]                 |
| Pitchfork              | 4.8/10                 |
| Q                      | [ 20 ]                 |
| Rolling Stone          | [ 21 ]                 |
| Slant Magazine         | [ 22 ]                 |
| The Guardian           | [ 23 ]                 |
| The Telegraph          | [ 14 ]                 |
| The Times              | [ 24 ]                 |

Madame X recebeu uma pontuação média de 70 de 100 no portal Metacritic, indicando "no geral, avaliações favoráveis", com base em 20 opiniões de críticos de música.
As críticas mais positivas do álbum, em geral, elogiaram sua natureza única e experimental. Kitty Empire, do jornal britânico The Guardian, saudou-o como sendo um "esplendidamente bizarro retorno à forma" para Madonna, descrevendo a produção como "fluida ... mas temperada pela sólida confiança de Madonna em suas próprias decisões estéticas". De forma similar, Nick Smith, da revista eletrônica musicOMH, elogiou o álbum, chamando-o de "ousado, bizarro, descarado e sedutor".
No entanto, críticas mais mistas criticaram os aspectos mais super produzidos do álbum, bem como a natureza da direção artística da cantora. Neil McCormick, do jornal britânico The Telegraph, resumiu Madame X como sendo "uma louca mistureba de álbum" e criticou sua falta de coesão, afirmando que Madonna estava "lutando em muitas frentes ao mesmo tempo". Da mesma forma, Rob Sheffield, da revista Rolling Stone, descreveu o álbum como sendo "admiravelmente bizarro", observando que suas "canções mais fortes" foram enterradas sob "desastres". Em um parecer mais crítico, Rich Juzwiak, da revista eletrônica Pitchfork, denunciou o álbum como sendo "confuso e complexo", chamando suas letras de "inarticuladas".

## Promoção

### Singles
O primeiro single do álbum, "Medellín", foi lançado em 17 de abril de 2019, coincidindo com o lançamento da pré-venda do álbum. A faixa é um dueto com o cantor e compositor colombiano de reggaeton Maluma. Em 17 de abril de 2019 foi lançado um teaser do videoclipe de "Medellín". O vídeo, dirigido pela diretora espanhola Diana Kunst e pelo artista espanhol multidisciplinário Mau Morgó, estreou em 24 de abril, durante um especial ao vivo da MTV Reino Unido e da MTV norte-americana, tendo sido transmitido por diversas MTVs ao redor do mundo, além de inúmeras mídias digitais.
"Crave", com a participação do cantor e rapper norte-americano Swae Lee, foi lançada como o segundo single do álbum em 10 de maio de 2019. A faixa foi enviada às rádios adulto-contemporâneas norte-americanas em 20 de maio. O videoclipe de "Crave", dirigido por Nino Xico, foi lançado dois dias depois, em 22 de maio de 2019.
"Inicialmente lançado como single promocional, "I Rise" foi lançada em 19 de julho de 2019 contendo a participação da produtora e disc jockey Tracy Young.

### Singlespromocionais
Em preparação para o lançamento do álbum completo, serviços digitais e de streaming lançarão 4 canções para acompanhar o ciclo do álbum: "I Rise" (3 de maio), "Crave" (com part. de. Swae Lee) (10 de maio; e que também será o segundo single), "Future" (com part. de Quavo) (17 de maio), e "Dark Ballet" (7 de junho).
"I Rise", o primeiro single promocional, descrito como "um hino poderoso e edificante", disserta sobre sobreviver e levantar-se em meio às adversidades do mundo moderno e social, como uma "maneira de dar voz a todas as pessoas marginalizadas que sentem que não têm a oportunidade de falar o que pensam", nas palavras da própria Madonna. Ele contém uma introdução falada tirada do discurso da ativista social, defensora do controle de armamento, sobrevivente do massacre na Stoneman Douglas High School, e co-fundadora do comitê Never Again MSD, Emma González, durante uma entrevista de fevereiro de 2018. "Future", com o rapper norte-americano Quavo, foi lançada como o segundo single promocional do álbum em 17 de maio de 2019.
"Dark Ballet" foi lançada como último single promocional, em 7 de junho de 2019. A música foi acompanhada de um vídeo musical que retrata uma história inspirada em Joana d'Arc estrelado por Mykki Blanco, o qual é preso e executado por membros da igreja no vídeo. A música tem uma estrutura similar àquela de Bohemian Rhapsody e conta com uma amostra da Dança das Flautas de Bambu do Quebra-Nozes , por Piotr Ilitch Tchaikovsky.

### Apresentações ao vivo
Madonna e Maluma cantaram "Medellín" juntos no Billboard Music Awards de 2019, em 1º de maio de 2019.  Em 18 de maio de 2019, Madonna cantou duas canções durante a grande final do Festival Eurovisão da Canção 2019, realizado em Tel Aviv, Israel. Ela performou seu sucesso de 1989, "Like a Prayer", seguido da canção "Future", acompanhada de Quavo, como artista convidado. Especula-se que a participação da cantora tenha custado à União Europeia de Radiodifusão mais de um milhão de dólares, pagos pelo empresário israelense-canadense Sylvan Adams.
Em 6 de maio de 2019, a turnê Madame X Tour foi oficialmente anunciada, com shows em teatros dos Estados Unidos e Europa a partir de setembro de 2019.

## Desempenho comercial
Madame X estreou no número um na Billboard 200 dos EUA com 98.000 unidades comercializadas, dos quais 73.000 eram vendas de álbuns físicos. É o nono álbum #1 norte-americano de Madonna. O álbum caiu para o número #6 em sua segunda semana, apesar de se tornar o sexto álbum mais vendido em sua segunda semana. Madame X, em seguida, deixou a Billboard 200 em sua nona semana, tornando esta a sua menor permanência nas paradas oficiais dos EUA.
No Reino Unido, ele entrou na parada de álbuns em No. 2 (atrás apenas de Western Stars de Bruce Springsteen) com pouco mais de 65.000 vendas combinadas. Na França, estreou no número 4 na parada de álbuns, com 30.900 unidades tradicionais. Na Alemanha, Madame X tornou-se o mais fraco álbum de estúdio de Madonna desde a Erotica de 1992, chegando ao número 5. Ele também entrou no gráfico de vendas de álbuns no número 5.

## Lista de faixas
| Madame X – Edição padrão |                                 |                                                                      |                             |         |  |
| N.º                      | Título                          | Compositor(es)                                                       | Produtor(es)                | Duração |  |
| 1.                       | "Medellín" (com Maluma)         | Madonna Ciccone Mirwais Ahmadzai Maluma Londono Edgar Barrera        | Madonna Mirwais             | 4:58    |  |
| 2.                       | "Dark Ballet"                   | Ciccone Ahmadzai                                                     | Madonna Mirwais             | 4:15    |  |
| 3.                       | "God Control"                   | Ciccone Ahmadzai                                                     | Madonna Mirwais Mike Dean   | 6:19    |  |
| 4.                       | "Future" (com Quavo)            | Ciccone Thomas Pentz Brittany Talia Hazzard Quavious Keyate Marshall | Madonna Diplo               | 3:54    |  |
| 5.                       | "Batuka"                        | Ciccone David Banda Ahmadzai                                         | Madonna Mirwais             | 4:57    |  |
| 6.                       | "Killers Who Are Partying"      | Ciccone Ahmadzai                                                     | Madonna Mirwais             | 5:28    |  |
| 7.                       | "Crave" (com Swae Lee)          | Ciccone Khalif Malik Ibn Shaman Brown Hazzard                        | Madonna Billboard Mike Dean | 3:21    |  |
| 8.                       | "Crazy"                         | Jason Evigan Ciccone Hazzard                                         | Madonna Dean Evigan         | 4:02    |  |
| 9.                       | "Come Alive"                    | Jeff Bhasker Ciccone Hazzard                                         | Madonna Bhasker Dean        | 4:02    |  |
| 10.                      | "Faz Gostoso" (part. Anitta)    | Carmo Nuno Oliveira Seabra Vieira Karla Rodrigues Ciccone            | Madonna Billboard Dean      | 4:05    |  |
| 11.                      | "Bitch I'm Loca" (part. Maluma) | Ciccone L. D'Elia Londono Barrera JAMES Rodriguez Stiven Rojas       | Madonna Billboard           | 2:50    |  |
| 12.                      | "I Don't Search I Find"         | Ciccone Ahmadzai                                                     | Madonna Mirwais             | 4:08    |  |
| 13.                      | "I Rise"                        | Evigan Ciccone Hazzard                                               | Madonna Evigan              | 3:44    |  |
| Duração total:           | Duração total:                  | Duração total:                                                       | Duração total:              | 56:01   |  |

| Madame X – Edição deluxe digital, vinil, exclusiva da Target, edição especial da Fnac e edição física deluxe (Disco 1) |                                 |                                                                |                        |         |  |
| N.º | Título                          | Compositor(es)                                                 | Produtor(es)           | Duração |  |
| 10. | "Extreme Occident"              | Ciccone Ahmadzai                                               | Madonna Mirwais        | 3:42    |  |
| 11. | "Faz Gostoso" (part. Anitta)    | Carmo Nuno Oliveira Seabra Vieira Rodrigues Ciccone            | Madonna Billboard Dean | 4:06    |  |
| 12. | "Bitch I'm Loca" (part. Maluma) | Ciccone L. D'Elia Londono Barrera JAMES Rodriguez Stiven Rojas | Madonna Billboard      | 2:51    |  |
| 13. | "I Don't Search I Find"         | Ciccone Ahmadzai                                               | Madonna Mirwais        | 4:08    |  |
| 14. | "Looking for Mercy"             | Ciccone Hazzard                                                | Madonna Bhasker Dean   | 4:50    |  |
| 15. | "I Rise"                        | Evigan Ciccone Hazzard                                         | Madonna Evigan         | 3:44    |  |
| Duração total: | Duração total:                  | Duração total:                                                 | Duração total:         | 64:32   |  |

| Madame X – Edição japonesa |                                                  |                                               |                 |         |  |
| N.º                        | Título                                           | Compositor(es)                                | Produtor(es)    | Duração |  |
| 16.                        | "Medellín" (Offer Nissim Madame X in the Sphinx) | Ciccone Ahmadzaï Londoño Barrera Offer Nissim | Madonna Mirwais | 5:30    |  |
| Duração total:             | Duração total:                                   | Duração total:                                | Duração total:  | 70:02   |  |

| Madame X – Edição física deluxe (Disco 2) e box deluxe (disco bônus) |                            |                                   |                               |         |  |
| N.º                                                                  | Título                     | Compositor(es)                    | Produtor(es)                  | Duração |  |
| 1.                                                                   | "Funana"                   | Madonna Mirwais                   | Madonna Mirwais               | 3:42    |  |
| 2.                                                                   | "Back That Up to the Beat" | Madonna Hazzard Pharrell Williams | Madonna Bhasker Dean Williams | 3:50    |  |
| 3.                                                                   | "Ciao Bella"               | Madonna Mirwais                   | Madonna Mirwais               | 5:36    |  |
| Duração total:                                                       | Duração total:             | Duração total:                    | Duração total:                | 13:08   |  |

| Madame X – Edição física deluxe japonesa (Disco 2) |                                                  |                                               |                 |         |  |
| N.º                                                | Título                                           | Compositor(es)                                | Produtor(es)    | Duração |  |
| 4.                                                 | "Medellín" (Offer Nissim Madame X in the Sphinx) | Ciccone Ahmadzaï Londoño Barrera Offer Nissim | Madonna Mirwais | 5:30    |  |
| Duração total:                                     | Duração total:                                   | Duração total:                                | Duração total:  | 18:38   |  |

| Madame X – Box deluxe (7" picture disc bônus) |                         |                        |                |         |  |
| N.º                                           | Título                  | Compositor(es)         | Produtor(es)   | Duração |  |
| 1.                                            | "I Rise"                | Evigan Ciccone Hazzard | Madonna Evigan | 3:44    |  |
| 2.                                            | "I Rise" (instrumental) | Evigan Ciccone Hazzard | Madonna Evigan | 3:44    |  |
| Duração total:                                | Duração total:          | Duração total:         | Duração total: | 7:28    |  |

## Desempenho nas tabelas musicais

### Tabelas semanais
| Tabela musical (2019)                   | Melhor posição |
| --------------------------------------- | -------------- |
| Argentina (CAPIF)                       | 1              |
| Alemanha (GfK Entertainment)            | 5              |
| Austrália (ARIA Charts)                 | 2              |
| Áustria (Ö3 Austria Top 40)             | 4              |
| Bélgica (Ultratop 40 de Flandres)       | 2              |
| Bélgica (Ultratop 50 de Valônia)        | 2              |
| Canadá (Canadian Albums Chart)          | 2              |
| Coreia do Sul (Goan)                    | 85             |
| Croácia (HDU)                           | 2              |
| Dinamarca (Hitlisten)                   | 13             |
| Escócia (OCC)                           | 4              |
| Espanha (PROMUSICAE)                    | 3              |
| Estados Unidos (Billboard 200)          | 1              |
| Finlândia (IFPI Finlândia)              | 7              |
| França (SNEP)                           | 3              |
| Grécia (IFPI Grécia)                    | 4              |
| Hungria (MAHASZ)                        | 3              |
| Irlanda (IRMA)                          | 8              |
| Itália (FIMI)                           | 2              |
| Japão (Oricon)                          | 11             |
| Lituânia (AGATA)                        | 68             |
| México (AMPROFON)                       | 2              |
| Nova Zelândia (Recorded Music NZ)       | 5              |
| Noruega (VG-lista)                      | 6              |
| Países Baixos (MegaCharts)              | 2              |
| Polônia (ZPAV)                          | 7              |
| Portugal (AFP)                          | 1              |
| Reino Unido (UK Albums Chart)           | 2              |
| República Tcheca (IFPI Česká Republika) | 4              |
| Suécia (Sverigetopplistan)              | 10             |
| Suíça (Schweizer Hitparade)             | 2              |
| Uruguai (CUD)                           | 8              |

| Tabela musical (2019)                | Posição |
| ------------------------------------ | ------- |
| Bélgica (Ultratop 50 de Flanders)    | 85      |
| Bélgica (Ultratop 40 de Valônia)     | 74      |
| Estados Unidos (Top Current Albums)  | 45      |
| Estados Unidos (Top Internet Albums) | 23      |
| França (SNEP)                        | 133     |
| Hungria (MAHASZ)                     | 94      |
| Itália (FIMI)                        | 67      |
| México (AMPROFON)                    | 52      |
| Suíça (Schweizer Hitparade)          | 85      |